# Naima Charkaoui
Naima Charkaoui (Roeselare, 1978) is een Belgische politicologe die werkt rond mensenrechten, kinderrechten en diversiteit. Ze gaf leiding aan het Minderhedenforum, het Kinderrechtencommissariaat en sinds 2019 aan de beleidsdienst van 11.11.11.

## Biografie
Charkaoui groeide op in Roeselare in een Vlaams-Marokkaans gezin met een zus en twee broers. In 1995 werd haar vader Aziz Charkaoui de eerste Vlaamse schepen van allochtone afkomst. Ze ging politieke en sociale wetenschappen studeren aan Universiteit Gent.
In 2001 werd Charkaoui coördinator van het Minderhedenforum en bleef dertien jaar de spreekbuis voor eender welke etnisch-culturele minderheid in Vlaanderen.
In 2014 werd beleidsadviseur bij het Vlaams Kinderrechtencommissariaat. Begin 2019 publiceerde ze een boek over de impact van het sluipend gif van racisme met focus op jonge slachtoffers. Na het vertrek van kinderrechtencommissaris Bruno Vanobbergen werd ze op 1 maart 2019 ad interim aangesteld in zijn functie.
Op 1 juli 2019 werd Charkaoui diensthoofd beleid bij 11.11.11, de koepel van de Vlaamse Noord-Zuid beweging.